# Guido Barbarisi
Guido Barbarisi (* 26. Januar 1889 in Rom; † 16. Januar 1960 ebenda) war ein italienischer Schauspieler.

## Leben
Barbarisi war seit Anfang des 20. Jahrhunderts als Schauspieler tätig; nach Anfängen bei Giuseppe Sichel spielte er in den Ensembles um Italia Vitaliani, Emilio Chiantoni und Alfredo de Sanctis. 1920 übernahm er die Hauptrollen bei Benvenuti-Mina und ging im Jahr darauf zum Teatro del Popolo unter Sabatino Lopez. Weitere Stationen ließen ihn neben Kollegen wie Franca Domenici, Dino Falconi und Mario Silett auch unter eigenem Namen eine Truppe firmieren; häufig spielte er mit ihr am Teatro Arcimbolo in Mailand. Mit Aufkommen der musikalischen Komödien fand er ein neues Betätigungsfeld. Für die Gebrüder Schwatz inszenierte er auch Revuen und leitete einige Zeit das Eiar in Rom. Auch als Stückeschreiber – Jenny, raggio di sole ist wohl das bekannteste – war Barbarisi aktiv. Gelegentlich nahm er auch Angebote des Films wahr und hin und wieder Synchronaufträge.
Barbarisi war mit Kollegin Dalma Cionci verheiratet.

## Filmografie (Auswahl)
- 1935: Freccia d’oro
- 1935: Lorenzino de’ Medici
- 1953: Canzone appassionata